# احمد ترابی مصری
احمد تُرابی مصری (؟ - ۱۳ ژانویه ۱۴۵۲) صوفی مصری در نیمهٔ دوم سدهٔ نهم هجری/پانزدهم میلادی بود. به نیکوکاری، دین‌داری و خیررسانی شهرت داشت و عامه ی مردم نسب به او باورهایی داشتند.